# Alfonso Blat
Alfonso Blat Monzó (Benimámet, Valencia, 19 de abril de 1904 - ibidem, 11 de junio de 1970) fue un alfarero y ceramista español, hermano del pintor Ismael Blat Monzó, que hizo innovadoras aportaciones teóricas y prácticas, marcando un punto de inflexión de una nueva época en la cerámica valenciana.
Junto a Josep Llorens i Artigas, fue responsable del impulso que en los años 1930 tuvo la cerámica artística de autor, alejándose de los gustos neohistoricistas y buscando el desarrollo de una cerámica valorada por sus cualidades matéricas y técnicas. La exaltación de la técnica y de las cualidades del material cerámico se verán reflejadas en el conjunto de la obra que realizó desde 1931 hasta principios de la década de 1970, donde incorporó decoraciones de tendencia figurativa de base académica o de voluntades historicistas.

## Trayectoria
Su formación artística comienza en 1918 en la Escuela de Artes Aplicadas y Oficios Artísticos de Valencia, y más tarde en la Escuela de Bellas Artes de San Carlos de Valencia, donde coincidió con Juan Bautista Alós. En 1925 se convierte en profesor de dibujo y comienza a trabajar en la fábrica de cerámica de Manises Hijos de Justo Vilar, y hacia 1928 establece un taller de cerámica en Benimámet. Entre septiembre de 1931 y octubre de 1932 fijó su residencia en París, al conseguir una beca del Ministerio de Instrucción Pública y Bellas Artes. En París estudió en el Instituto Nacional de Cerámica y en la Manufactura de Porcelana de Sèvres, además de estudiar varios trabajos cerámicos por toda Europa: en Limoges y Vierzon (en Francia), Sajonia en Alemania y en los Países Bajos. De sus viajes logró un alto conocimiento del alemán y del francés que le permitieron estar en contacto con las técnicas más avanzadas a través de publicaciones especializadas. En 1940 se casa con Amparo Saborit Coy y, en 1944 traslada el taller de cerámica a la casa de su esposa en Paterna. En 1947 le nombran profesor y posteriormente en 1948 director de la Escuela Práctica de Cerámica de Manises, al tiempo que ejerce de profesor de taller de cerámica de la Escuela de Artes y Oficios de Valencia. En 1957 le conceden una beca para viajar nuevamente a Francia, Alemania e Italia, donde conoce la organización y métodos pedagógicos de diversas escuelas de cerámica europeas.

## Exposiciones
- 1935 - Círculo de Bellas Artes de Valencia.
- 1936 - Salón de Amigos de Arte de Madrid.
- 1945 - Museo de Arte Moderno de Madrid.
- 1945 - Sala Busquets de Barcelona.
- 1947 - Galería Quint de Palma de Mallorca.
- 1947 - Casa Alonso de Bilbao.
- 1947 - Exposición Nacional de Artes Decorativas (obteniendo la tercera medalla).
- 1949 - Exposición Nacional de Artes Decorativas (obteniendo la segunda medalla).
- 1956 - Ateneo Mercantil de Valencia.